# Ce côté et l'autre de l'océan
Ce côté et l'autre de l'océan est un roman français de Patrick Froehlich paru aux éditions Les Allusifs en 2018. Il constitue le deuxième volume du triptyque Corps étrangers.

## Résumé
Ce côté et l'autre de l'océan aborde le silence recouvrant le père disparu quinze ans auparavant, qui s’est installé entre le narrateur et sa mère. Le narrateur mène une enquête sur la guerre d’Algérie de son père. Elle dévie vers les années d’après-guerre et le rêve américain après lequel ont couru ses parents en allant vivre aux États-Unis. « On avait envie de passer à autre chose », lui dira sa mère. En retournant sur les lieux, le narrateur prend conscience que lui aussi a mené une guerre en devenant médecin, contre la maladie des enfants qu’il a été amené à soigner.

## Réception critique
Dans Le Monde des Livres, Bertrand Leclair écrit: « Face au miroir familial troublé par les hantises parentales ou personnelles, l’écriture relève moins d’un dévoilement que d’un dépouillement visant au dépassement. » »  
Sur le site d’art Visuelimage, Gérard-Georges Lemaire évoque une littérature qui « ne propose pas une situation et puis la développe pour parvenir à une conclusion, mais [qu’]elle multiplie les segments latéraux, qui peuvent plus ou moins se prolonger. Rien ne trouve une solution. Rien n'est tragique ou comique, mais tout est une mystérieuse alliance du temps et du destin qui fabrique une fiction qui est l'existence de tous ces personnages qui font cercle autour de son héros. ».  